# Chlamydogobius micropterus
Chlamydogobius micropterus é uma espécie de peixe da família Gobiidae.
É endémica da Austrália.